# Yang Yaozu
Yang Yaozu, född 9 januari 1981, är en friidrottare från Kina. Han deltog vid olympiska sommarspelen 2004.